# Cephalophyes cyanura
Cephalophyes cyanura är en fjärilsart som beskrevs av Edward Meyrick 1909. Cephalophyes cyanura ingår i släktet Cephalophyes och familjen vecklare. Inga underarter finns listade i Catalogue of Life.